# Virus Bulletin
Virus Bulletin — британский журнал, посвященный предотвращению, обнаружению и удалению вредоносного ПО и спама. Регулярно анализирует последние вирусные угрозы, изучает новые разработки в области борьбы с вирусами, проводит интервью с экспертами по антивирусной защите, а также дает оценку современным продуктам защиты от вредоносного ПО.
В журнале публикуются статьи технических экспертов ведущих производителей антивирусов, проводятся всесторонние сравнительные тестирования антивирусных решений по показателю обнаружения вирусов. Антивирусы, которые способны обнаружить 100 % вирусов из коллекции «in the wild» без ложных срабатываний, получают награду VB100.

## Независимость
Virus Bulletin расположен в главном офисе компании Sophos в Великобритании, был основан Jan Hruska и Peter Lammer, соучредителями Sophos, и в настоящее время принадлежит им. Журнал позиционируется как независимый, не отдающий предпочтения продуктам Sophos в проводимых им тестах и обзорах.